# Mattituck (Nova Iorque)
Mattituck é um hamlet e uma região censitária (CDP, em inglês) do Condado de Suffolk, Nova Iorque, Estados Unidos. Em 2023, a população era de 4.584, de acordo com o World Population Review. Localizada na town de Southold, a Mattituck CDP corresponde aproximadamente ao hamlet de mesmo nome.

## Geografia
De acordo com o Departamento do Censo dos Estados Unidos, a comunidade habita uma área total de 24.2 km2, dos quais 23.3 km2 são terra e 0.9 km2 é água.

## Refrências
1. ↑  «ArcGIS REST Services Directory». Departamento do Censo dos Estados Unidos (em inglês). Consultado em 2 de janeiro de 2024. Cópia arquivada em 2 de janeiro de 2024
2. ↑  «Mattituck, New York Population 2024». World Population Review (em inglês). Consultado em 2 de janeiro de 2024. Cópia arquivada em 2 de janeiro de 2024
3. ↑  «Geographic Identifiers: 2010 Demographic Profile Data (G001): Mattituck CDP, New York». Departamento do Censo dos Estados Unidos (em inglês). Consultado em 2 de janeiro de 2024. Arquivado do original em 12 de fevereiro de 2020